# هویانگسان
هویانگسان (به لاتین: Huiyangsan) یک کوه در کره جنوبی است که در North Gyeongsang Province, South Korea واقع شده‌است. هویانگسان ۹۹۸ متر بالاتر از سطح دریا واقع شده‌است.